# Heilig Kreuz (Aham)

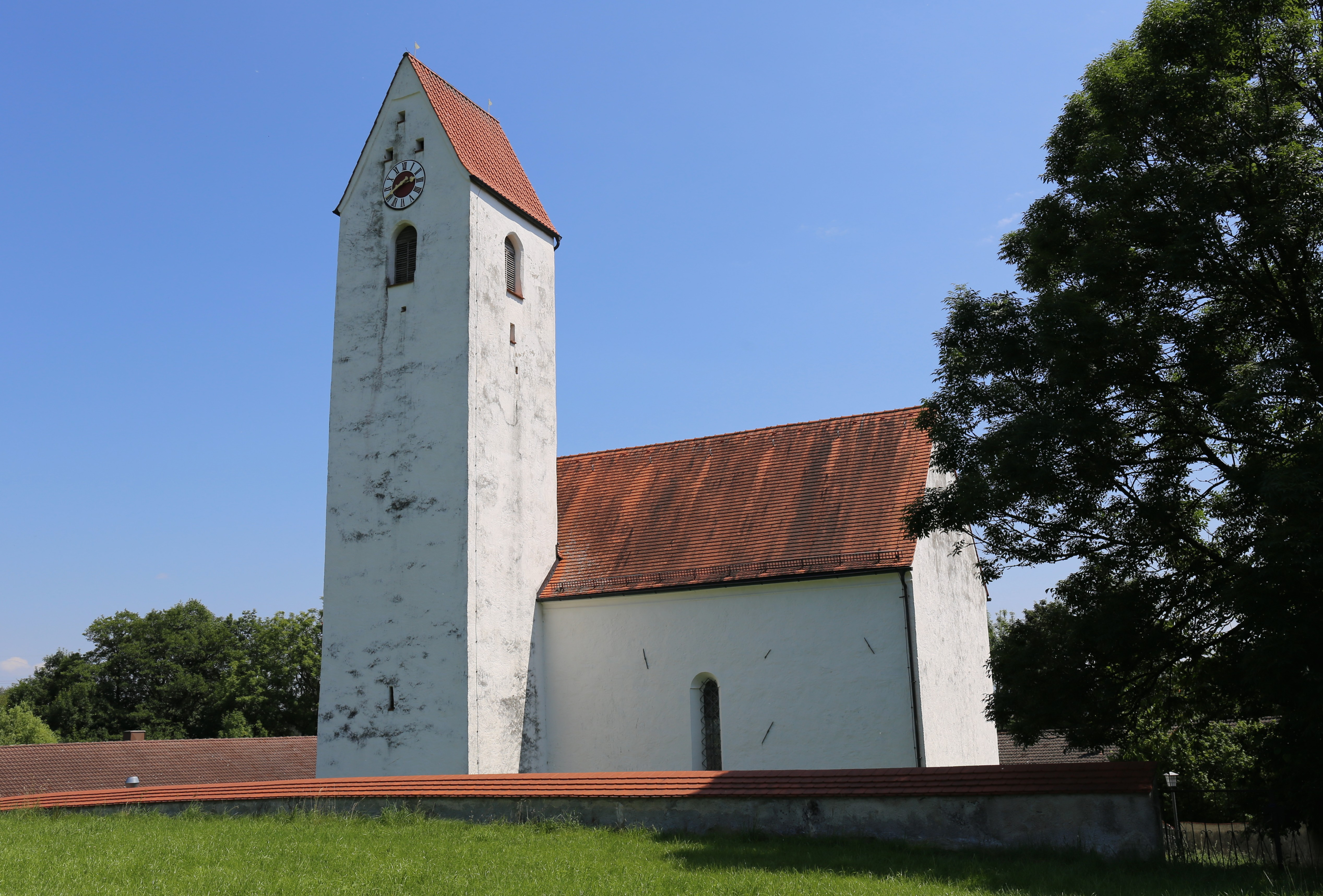
Heilig Kreuz in Aham

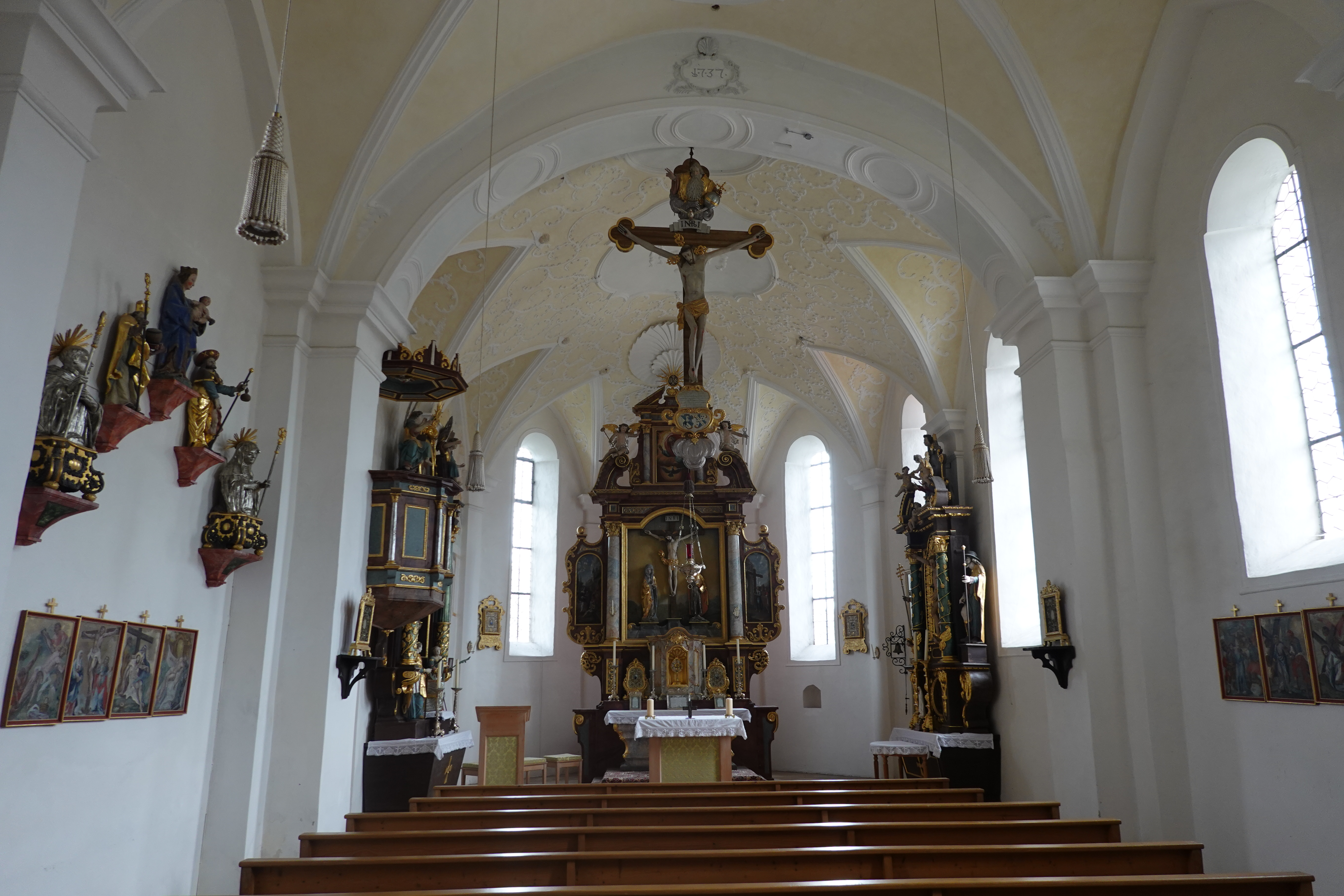
Innenraum

Die denkmalgeschützte römisch-katholische Filialkirche Heilig Kreuz steht in Aham, einem Gemeindeteil von Eiselfing im oberbayerischen Landkreis Rosenheim von Bayern. Das Bauwerk ist als Baudenkmal unter der Nr. D-1-87-126-5 eingetragen. Die Kirche gehört zum Erzbistum München und Freising.

## Beschreibung
Die spätgotische Saalkirche wurde 1737 barock umgestaltet. Sie besteht aus einem Langhaus, einem dreiseitig abgeschlossenen Chor im Osten und einem Kirchturm im Westen, dessen oberstes Geschoss den Glockenstuhl beherbergt, auf dem quer ein Satteldach zwischen Giebeln sitzt, auf denen die Zifferblätter der Turmuhr angebracht sind. 
Der Innenraum des Langhauses ist mit einem Stichkappengewölbe überspannt. Er ist von dem des Chors durch einen Chorbogen getrennt. Das spätgotische Kruzifix wurde 1638 zum Gnadenstuhl ergänzt. Im Chor befindet sich eine Wandmalerei. Der Hochaltar wurde 1663 aufgestellt. Auf seinem Altarretabel ist eine Kreuzigungsgruppe dargestellt, die von Tafelbildern flankiert wird.